# Bobby Lohse
Roy Bobby Lohse, född 3 februari 1958 i Mölndal, är en svensk seglare. Han tog silver vid OS i Atlanta 1996 i klassen starbåt, tillsammans med Hans Wallén. Lohse och Wallén har även tre SM-guld i starbåtsklassen.
Lohse var även en duktig spjutkastare, och har deltagit i Finnkampen som sådan. Lohse är far till friidrottarna Magnus och Jonas Lohse.
Bobby Lohse är far till kulstötaren Magnus Lohse och spjutkastaren Jonas Lohse.